# Женщины в Казахстане

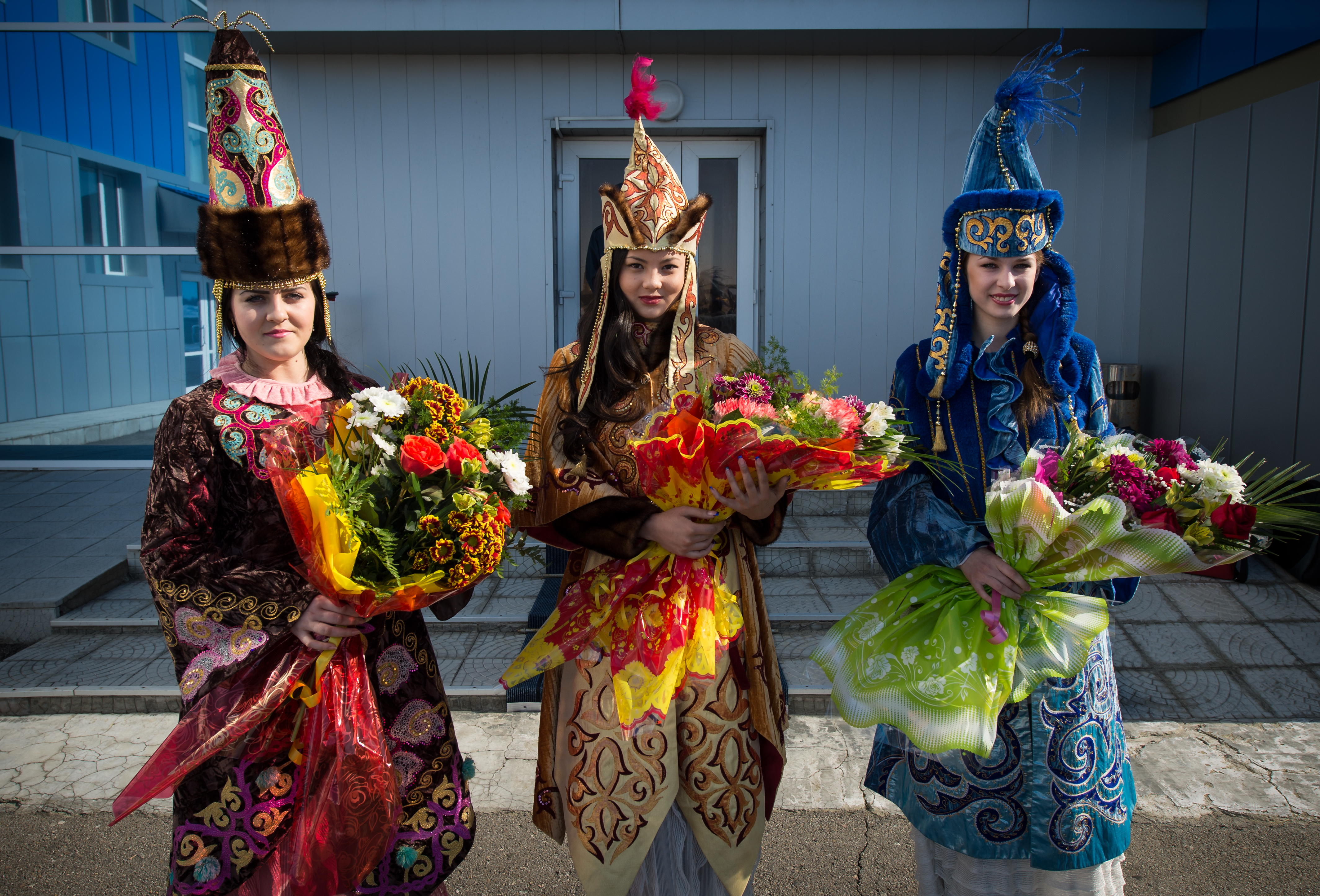
Женщины Казахстана в церемониальной одежде

На положение в обществе женщин в Казахстане повлияло множество факторов, включая местные традиции и обычаи, десятилетия советского режима, быстрые социальные и экономические изменения и нестабильность после обретения независимости, а также новые западные ценности.

## Исторический контекст
Казахстан обрёл независимость в 1991 году, пробыв в составе Советского Союза более 70 лет. После обретения независимости экономика Казахстана, находившаяся в переходном периоде, испытала, особенно в 1990-е годы, сильный спад и дестабилизацию: к 1995 году реальный ВВП упал до 61,4 % от уровня 1990 года, что также привело к утечке мозгов. Эта ситуация экономической депрессии в сочетании с формирующимся традиционалистским взглядом на роль женщин в обществе оказала негативное влияние на женские права. Тем не менее, 1990-е годы имели и некоторые положительные последствия для женщин, например, присоединение к Конвенции о ликвидации всех форм дискриминации в отношении женщин в 1998 году. После обретения независимости Казахстан унаследовал довольно развитую систему образования, но в переходный период, вскоре после распада Советского Союза, сектор образования постоянно испытывал недостаток финансирования, многие школы закрылись, особенно в сельской местности. Однако сегодня (по состоянию на 2015 год) уровень грамотности женщин в Казахстане является одним из самых высоких в мире и составляет 99,8 %, что соответствует уровню грамотности мужчин.
В 2000 году была ратифицирована «Концепция государственной демографической политики Республики Казахстан», которая поставила демографические проблемы на один уровень с вопросами национальной безопасности. Это позволило решить вопросы роста населения и прав женщин в соответствии с долгосрочной политической моделью "Стратегия «Казахстан-2050».

## Репродуктивное здоровье и фертильность
Уровень материнской смертности в Казахстане составляет 12 смертей на 100 000 живорождений (оценка 2015 года). Общий коэффициент рождаемости составляет 2,31 ребёнка на одну женщину (по состоянию на 2015 год), что немного выше коэффициента воспроизводства. Уровень распространённости использования противозачаточных средств составляет 51 % (2010/11 год).

## Принудительный брак и похищение невест
Женщины и девушки в Казахстане сталкиваются с принудительными браками и похищением невест, но их точная распространённость неизвестна. В Казахстане похищение невест (алып кашу) делится на похищения без согласия (келисимсиз алып кашу, «взять и бежать без согласия») и по обоюдному согласию (келисиммен алып кашу, «взять и бежать с согласия»). Некоторые похитители мотивированы желанием избежать уплаты выкупа за невесту.

## Секс-торговля
Как гражданки, так и иностранки становятся торговли людьми в Казахстане. Их насилуют, им причиняют физический и психологический вред в публичных домах, на предприятиях, в гостиницах, домах и других местах по всей стране.

## Права женщин
Правительство сообщило Организации Объединённых Наций о своём плане «Стратегия гендерного равенства в Казахстане на 2006—2016 годы». В 2009 году Казахстан принял закон «О предотвращении домашнего насилия». Закон предусматривает комплексные меры по предотвращению всех форм насилия в отношении женщин.
Международный женский день — официальный государственный праздник Казахстана.
По данным отчёта «Молодёжь Центральной Азии. Казахстан», подготовленного Фондом Фридриха Эберта и Исследовательским институтом общественного мнения, 84,8 % молодёжи считают, что женщины в Казахстане имеют достаточно прав.
В докладе Всемирного банка «Женщины, бизнес и право» за 2023 год показано, что женщины в Казахстане пользуются только 75,6 % правами, которыми обладают мужчины, что ставит страну ниже среднего мирового показателя в 77,1 %.
В отчёте некоммерческой организации Save the Children за 2016 год Казахстан занял 30-е место из 144 стран по гендерному равенству. В рейтинге Казахстан опережает такие страны, как США и Япония. Казахстан занял 51-е место из 144 стран в Индексе гендерного равенства Всемирного экономического форума за 2017 год.

## Женщины в правительстве
Женщины всё чаще занимают высокие политические и государственные должности. В декабре 2009 года Казахстан принял закон «О государственных гарантиях равных прав и равных возможностей для мужчин и женщин», который предусматривает равный доступ мужчин и женщин к государственной службе. В казахстанском парламенте, состоящем из 154 мест, 28 женщин, и женщины составляют 25,2 процента нижней палаты парламента. По состоянию на март 2017 года доля женщин в нижней палате парламента составила 27 %, что на 10 % выше, чем десятью годами ранее.
Первая женщина-кандидат в президенты Казахстана Дания Еспаева приняла участие в президентских выборах 2019 года. В качестве депутата Мажилиса Еспаева была выдвинута от Демократической партии «Ак Жол» и была одной из семи кандидатов.
Женщины составляют 22 % депутатов маслихатов (местных собраний) и 47 % должностных лиц судебного сектора.
До выборов в Меджилис 2021 года женщины представляли 22 % парламента Казахстана. В конце 2020 года в Казахстане ввели 30-процентную квоту на увеличение представительства женщин и молодёжи среди кандидатов в депутаты Парламента и маслихатов всех уровней. Ожидается, что эта инициатива увеличит представительство женщин в правительстве и будет способствовать защите прав женщин.

## Женщины в правоохранительных органах и армии
Карьера в правоохранительных органах и военная служба считаются нетрадиционными сферами деятельности для женщин. По оценкам, женщины составляют от 6 до 12 % сотрудников полиции в Казахстане. В 1999 году в Казахстане было создано специальное подразделение по борьбе с домашним насилием, но из-за ограниченности обучения и ресурсов эта программа не оправдала ожиданий и местного спроса. В последнее время Государственный университет Флориды сотрудничает с Министерством внутренних дел Казахстана и Управлением полиции города Алматы для обеспечения высококачественного обучения по вопросам домашнего насилия.
В казахстанской армии служат примерно 8000-8500 женщин. Из них 750 — офицеры. Министерство обороны работает над продвижением женщин в армии посредством образовательных программ и предоставлением возможностей карьерного роста. Лишь 2,1 % руководящих должностей в Министерстве обороны занимают женщины. В Минобороны также проводятся общенациональные соревнования военнослужащих «Батыр Арулар», демонстрирующие боевое мастерство, боеготовность и общую физическую подготовку как мужчин, так и женщин. Среди наград Батыр Арулар есть награды лучшим женщинам-военнослужащим.

## Женщины в бизнесе
В Казахстане 28 % производственных фирм принадлежат женщинам. Бизнесом в стране занимаются 1,44 миллиона женщин. 44 % малого и среднего бизнеса страны сейчас управляют женщины.
Первая в Казахстане женская общественная организация Ассоциация деловых женщин Казахстана регулярно проводит саммиты, посвящённые женщинам в бизнесе и правам женщин. IV Евразийский женский саммит прошёл в Астане в ноябре 2015 года. В ходе IV Евразийского женского саммита Европейский банк реконструкции и развития запустил программу «Женщины в бизнесе». В рамках этой программы ЕБРР выделяет многомиллионные кредиты малым и средним предприятиям, возглавляемым женщинами, и помогает им получить доступ к финансированию и бизнес-консультациям. ЕБРР подписал первую кредитную линию в рамках программы в сентябре 2016 года, предоставив Банку ЦентрКредит 3,72 миллиарда тенге (около 20 миллионов долларов США) для перекредитования МСП, возглавляемых женщинами.
По состоянию на 2019 год ЕБРР совместно с партнёрскими финансовыми институтами предоставил 21 281 субкредит на сумму 28,9 млрд тенге (76 млн долларов США) казахстанским предприятиям, возглавляемым женщинами. ЕБРР также реализует программу «Женщины в микробизнесе» для 350 женщин-предпринимателей из 14 регионов Казахстана, чтобы улучшить их доступ к эффективным бизнес-инструментам и модернизировать методы ведения бизнеса.
Одна из сессий Экономического форума Астаны в 2015 году была посвящена Международному женскому форуму, организованному Казахской ассоциацией деловых женщин. Сессия была специально посвящена экономическим выгодам гендерного равенства в Центральной Азии и Афганистане.
19 ноября 2016 года в Казахстане прошёл первый День женского предпринимательства. Это глобальная инициатива по поддержке женского предпринимательства, запущенная в 2014 году в штаб-квартире ООН в Нью-Йорке.
Азиатский банк развития реализует в Казахстане программу поддержки малого и среднего бизнеса. Треть кредитов, предоставленных Банком, была направлена женщинам, профинансировано 750 проектов на сумму 51,9 млрд тенге (155 млн долларов США).
По состоянию на 2020 год женщины составляют 5 % руководства казахстанских государственных компаний. 22 октября 2020 года Президент Казахстана Касым-Жомарт Токаев поручил Правительству постепенно увеличить долю с 5 до 30 %.

## Женщины в IT-сфере Казахстана
Доля женщин, занятых в сфере ИКТ (информационно-коммуникационные технологии), составляет 31% в Казахстане. Это в два раза выше, чем мировой показатель 18,5%.
Несмотря на это, женщины занимают менее 10% руководящих должностей и основали меньше 10% стартапов в стране.
Apple: Компания №1 в списке Fortune, где 29% управленческих позиций занимают женщины.